# 韩文公祠
韩文公祠位于中国广东省潮州市湘桥区韩江东岸笔架山中峰西麓中轴线上，现址始建于南宋淳熙十六年（公元1189年），之后元、明、清各代均有续修，现主体基本为明、清建筑。是中国大陆现存的保存最完整历史最久远的纪念唐代韩愈的专祠。“韩祠橡木”是潮州八景之一。

## 历史
韩文公祠始建于宋真宗二年（999年），由时任潮州通判的陈尧佐在金山脚下的夫子庙正室东厢建成“韩吏部祠”，到了元祐五年（1090年），时任潮州知州的王滌将其移到潮州城南七里，苏轼为此撰写了《潮州昌黎伯文公庙碑》。直到南宋淳熙十六年（1189年）时任知军州事丁允元认为韩愈在潮州期间常来此地游玩且这里留存有其手植的橡木，韩文公祠应建于此才对，故将城南七里的公祠迁往今址。
韩祠存有清代重刻苏轼《潮州韩文公庙碑》、饶宗颐行草录写的王大宝诗文《韩木赞》等古今碑刻。
登上韩文公祠需要三段51＋1＋4共56级石阶，寓意韩愈贬为潮州刺史的时候51岁，在潮州期间有1年，活到56岁。